# Коневега, Борис Викторович
Бори́с Ви́кторович Коневе́га (бел. Барыс Віктаравіч Канявега; род. 6 августа 1995, Брест) — белорусский футболист, полузащитник. Ассистент главного тренера клуба «Нива» (Долбизно).

## Клубная карьера
С 2013 года начал выступать за дубль брестского «Динамо». В сезоне 2014 стал прочно появляться и в основной команде, обычно выходя на замену. В июле 2015 года получил травму, из-за которой выбыл до конца сезона. Начало сезона 2016 провёл в основе брестчан, выходя в стартовом составе. Летом получил травму, вернувшись на поле в конце сезона, но выступал уже только за дубль.
В феврале 2017 года находился на просмотре в «Торпедо-БелАЗ», но не подошёл. Позже отправился в пинскую «Волну», с которой в результате подписал контракт.
В начале 2018 года находился на просмотре в «Минске», однако позднее подписал контракт с брестским «Рухом». Сезон 2018 начал в качестве игрока основы, в июле получил травму и выбыл до конца сезона. В сезоне 2019 из-за травм появлялся на поле эпизодически.
В феврале 2020 года перешёл в микашевичский «Гранит», однако уже в апреле покинул команду и стал игроком «Динамо-Брест-1960».
В 2021 году стал игроком другого клуба Второй лиги - «Нивы» из Долбизно. По итогу сезона 2022 года стал чемпионом Второй Лиги.

## Международная карьера
13 августа 2014 года Коневега дебютировал за молодёжную сборную Беларуси в товарищеском матче против Молдовы (0:1).

## Тренерская карьера
В декабре 2022 года получил тренерскую лицензию УЕФА категории С. В феврале 2023 года стал главным тренером «Нивы». Однако вскоре после начала чемпионата специалист стал ассистентом главного тренера в клубе.

## Статистика
| Сезон | Дивизион | Клуб              | Страна        | Матчи | Голы |
| ----- | -------- | ----------------- | ------------- | ----- | ---- |
| 2013  | дубль    | Динамо-Брест      | Флаг Беларуси | 21    | 1    |
| 2014  | Д1       | Динамо-Брест      | Флаг Беларуси | 19    | 0    |
| 2015  | Д1       | Динамо-Брест      | Флаг Беларуси | 12    | 0    |
| 2016  | Д1       | Динамо-Брест      | Флаг Беларуси | 12    | 0    |
| 2017  | Д2       | Волна (Пинск)     | Флаг Беларуси | 27    | 4    |
| 2018  | Д3       | Рух (Брест)       | Флаг Беларуси | 14    | 0    |
| 2019  | Д2       | Рух (Брест)       | Флаг Беларуси | 7     | 0    |
| 2020  | Д3       | Динамо-Брест-1960 | Флаг Беларуси | 22    | 1    |
| 2021  | Д3       | Нива (Долбизно)   | Флаг Беларуси | 14    | 6    |
| 2022  | Д3       | Нива (Долбизно)   | Флаг Беларуси | 19    | 8    |

## Достижения
«Нива» (Долбизно)
- Победитель Второй Лиги — 2022